# 高宮郡
- 令制国一覧 > 山陽道 > 安芸国 > 高宮郡
- 日本 > 中国地方 > 広島県 > 高宮郡

高宮郡（たかみやぐん）は、広島県（安芸国）にあった郡。

## 郡域
1878年（明治11年）に行政区画として発足した当時の郡域は、下記の区域にあたる。
- 広島市
  - 東区の一部（馬木町・馬木・福田町・福田）
  - 安佐北区の大部分（太田川以南および白木町各町・安佐町大字小河内を除く）
  - 安佐南区の一部（東野・中筋・古市）

## 歴史

### 古代
現在の安芸高田市のうち、八千代町、吉田町、美土里町、および高宮町来女木にかけての領域。中世までに高田郡に吸収されて消滅した。
なお、かつて広島県高田郡には高宮町が存在したが、この高宮町の町域と近代高宮郡の郡域は全く一致しない。この高宮町は古代高宮郡に由来しており、現在安芸高田市の一部となっている。

### 近代
平安時代の安芸郡南北分割によってできた安北郡が、1664年（寛文4年）に改称し改めて高宮郡が成立した。1898年10月1日に沼田郡（旧称・佐東郡）と統合し、安佐郡に移行した。こちらは現在、全域が広島市になっている。

### 近世以降の沿革
- 明治初年時点では全域が安芸広島藩領であった。「旧高旧領取調帳」に記載されている明治初年時点での村は以下の通り。（36村）

狩留家村、上深川村、小河原村、福田村、馬木村、末光村、諸木村、岩上村、中深川村、綾ヶ谷村、南原村、上町屋村、大林村、桐原村、下町屋村、水落村、上四日市村、九品寺村、飯室村、鈴張村、関屋村、勝木村、大毛寺村、今井田村、下四日市村、中島村、下深川村、下中野村、上中野村、可部町、上原村、玖村、矢口村、小田村、東野村、中筋古市村
- 明治4年7月14日（1871年8月29日） - 廃藩置県により広島県の管轄となる。
- 明治11年（1878年）11月1日 - 郡区町村編制法の広島県での施行により、行政区画としての高宮郡が発足。「沼田高宮郡役所」が沼田郡南下安村に設置され、同郡とともに管轄。
- 明治15年（1882年）（32村）
  - 水落村・九品寺村が合併して城村となる。
  - 上四日市村・下四日市村が合併して四日市村となる。
  - 下中野村・上中野村が合併して中野村となる。
  - 関屋村が鈴張村に合併。
- 明治22年（1889年）4月1日 - 町村制の施行により、以下の町村が発足。全域が現・広島市。（1町11村）
  - 三川村 ← 中筋古市村、東野村
  - 鈴張村、飯室村（それぞれ単独村制）
  - 亀山村 ← 勝木村、大毛寺村、四日市村、今井田村、綾ヶ谷村
  - 大林村（単独村制）
  - 三入村 ← 南原村、下町屋村、上町屋村、桐原村
  - 可部町（単独町制）
  - 中原村 ← 中島村、上原村、中野村、城村
  - 深川村 ← 中深川村、下深川村、諸木村、末光村、岩上村、玖村
  - 狩小川村 ← 狩留家村、上深川村、小河原村
  - 福木村 ← 馬木村、福田村
  - 口田村 ← 小田村、矢口村
- 明治28年（1895年）9月1日 - 深川村の一部（諸木・末光・岩上・玖）が分立して落合村が発足。（1町12村）
- 明治31年（1898年）10月1日 - 郡制の施行のため、「沼田高宮郡役所」の管轄区域をもって安佐郡が発足。同日高宮郡廃止。

## 行政
沼田・高宮郡長
| 代 | 氏名 | 就任年月日                | 退任年月日                | 備考                           |
| -- | ---- | ------------------------- | ------------------------- | ------------------------------ |
| 1  |      | 明治11年（1878年）11月1日 |                           |                                |
|    |      |                           | 明治31年（1898年）9月30日 | 沼田郡との合併により高宮郡廃止 |